# Ciliegiolo

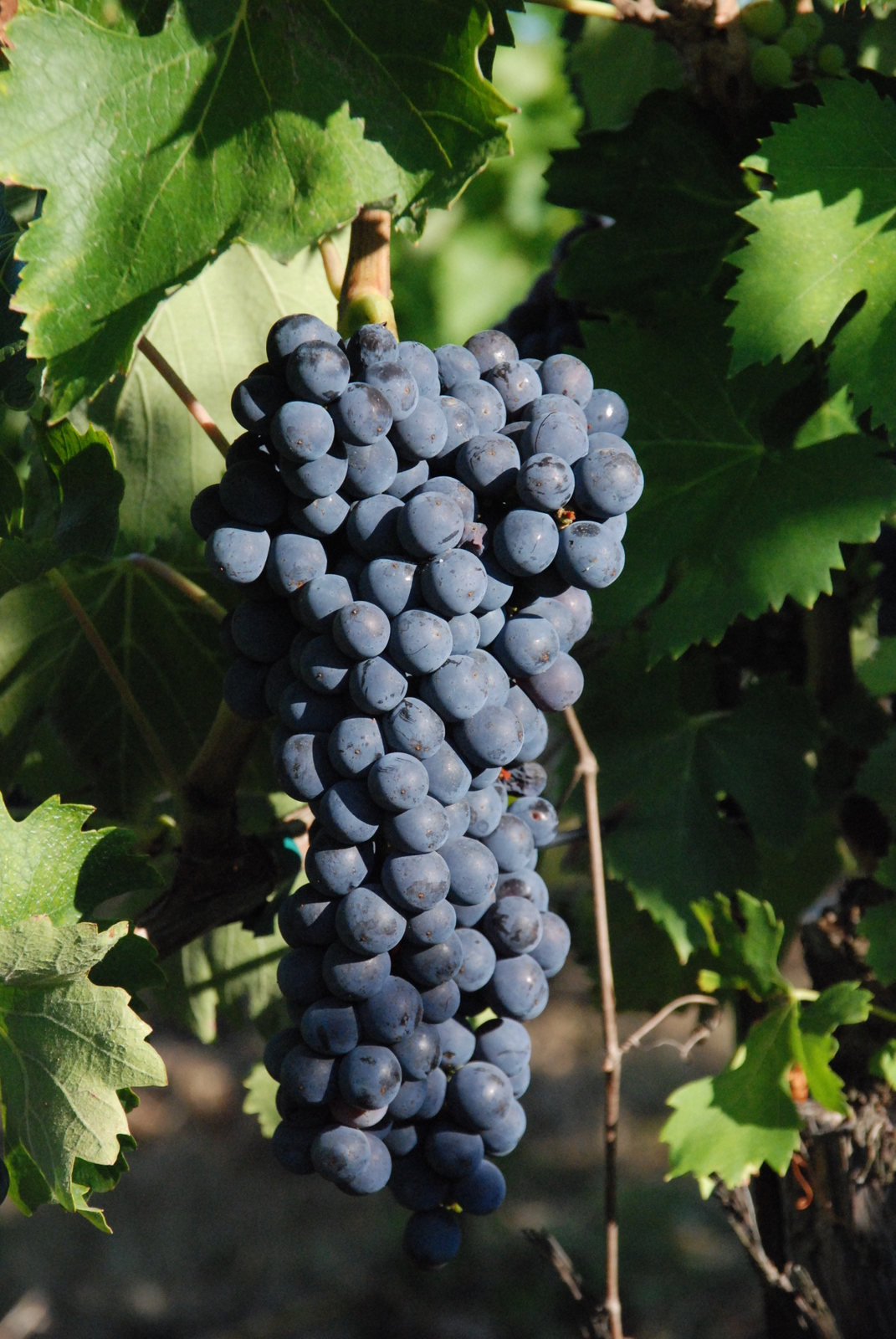
Ciliegiolo druif

De Ciliegiolo is een oude inheemse Italiaanse druivensoort, die een van de ouders van de beroemde Sangiovese druif is.

## Geschiedenis
Rond 1600 wordt dit ras voor het eerst genoemd door botanicus Soderini, die in een verhandeling een aantal druivensoorten beschreef die in Toscane en Florence voorkwamen. Hierin wordt de Ciliegiolo omschreven als een druif in grote clusters van grote druiven met een geurige zoete smaak, die het best tot hun recht komen in een warm klimaat. Het is frappant dat die omschrijving anno 2013 nog steeds geldt.

## Kenmerken
Dit ras komt al redelijk vroeg in het seizoen tot bloei, waardoor ook de oogst niet te laat hoeft plaats te vinden. Ook bij deze druif komt echte meeldauw en valse meeldauw voor en ook zure rot, wat het best te omschrijven is als een aanval van bacteriën, waardoor de druiven gaan smaken naar azijn. De wijn heeft een intens rode kleur, aroma's van kersen, aardbei en specerijen. Het mankeert een beetje aan een goede zuurgraad en daarom past het ook zo goed bij de Sangiovese druif.

## Gebieden
Deze variëteit komt het meeste voor in Toscane, waar het veel gebruikt wordt om de Sangiovese wat toegankelijker te maken en de tannines van de laatste wat te verzachten. Tegenwoordig wordt deze druif ook als cépage gebruikt, vooral in de regio rond Maremma. Maar ook in Piemonte, Campania, Puglia, Ligurië, Emilia-Romagna, Marche, Umbrië en Abruzzen komt het voor en in meerdere malen ook als wijn van DOC-kwaliteit. In totaal zijn er ruim 3.000 hectare mee beplant.

## Synoniemen[1]
- Aglianico Bastardo
- Aglianicone
- Aglianicone Nero
- Brunellone
- Ciliegino
- Ciliegiolo de Spagna
- Ciliegiolo Nero

- Ciliegiona Nera
- Ciliegioulo Nero
- Ciliegiulo
- Ciliegiuolo
- Ciligiolo Nero
- Ciriegiuolo Dolce
- Criminese

- Glianicone
- Riminese
- Riminese ad Uva Rossa
- Riminese di Color Rubino di Potercole
- Riminese Nero
- Riminese Noire
- Sangiovese Polveroso Bonechi